# تريفو (آن)
تريفو (بالفرنسية: Trévoux)‏ هي بلدية فرنسية تقع في إقليم الآن في فرنسا. رمز إنسي لها هو:1427. أما الرمز البريدي لها فهو: 1600.